# Пасенс
Пасенс (нід. Paesens, фриз. Peazens) — село в нідерландській провінції Фрисландія, на узбережжі Ватового моря. Входить до муніципалітету Північно-Східна Фрисландія.
Його площа становить 3,63 км², а населення станом на 2021 рік складало 230 осіб.
Перша згадка про населений пункт датується 1415 роком.

## Галерея

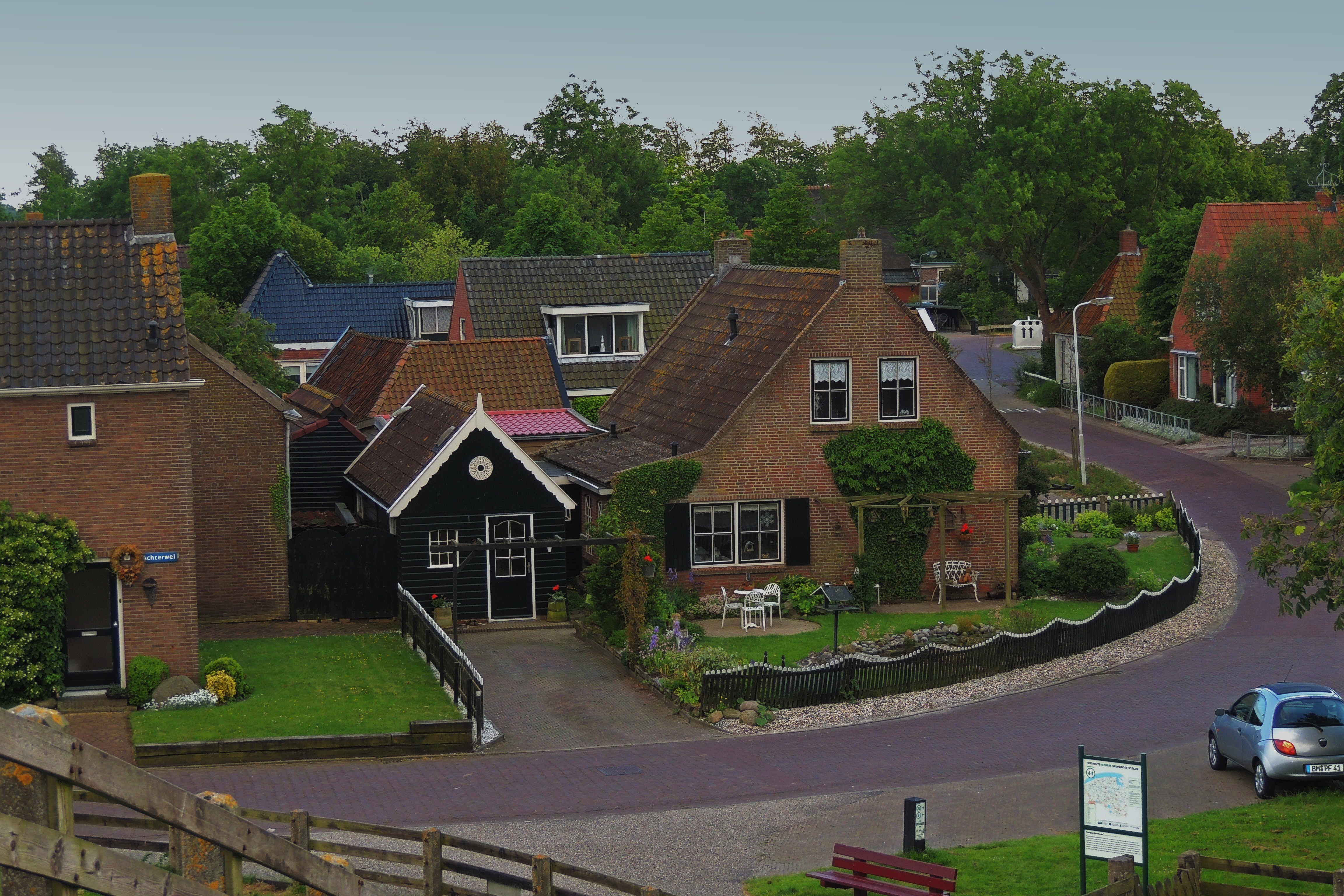
Панорама села
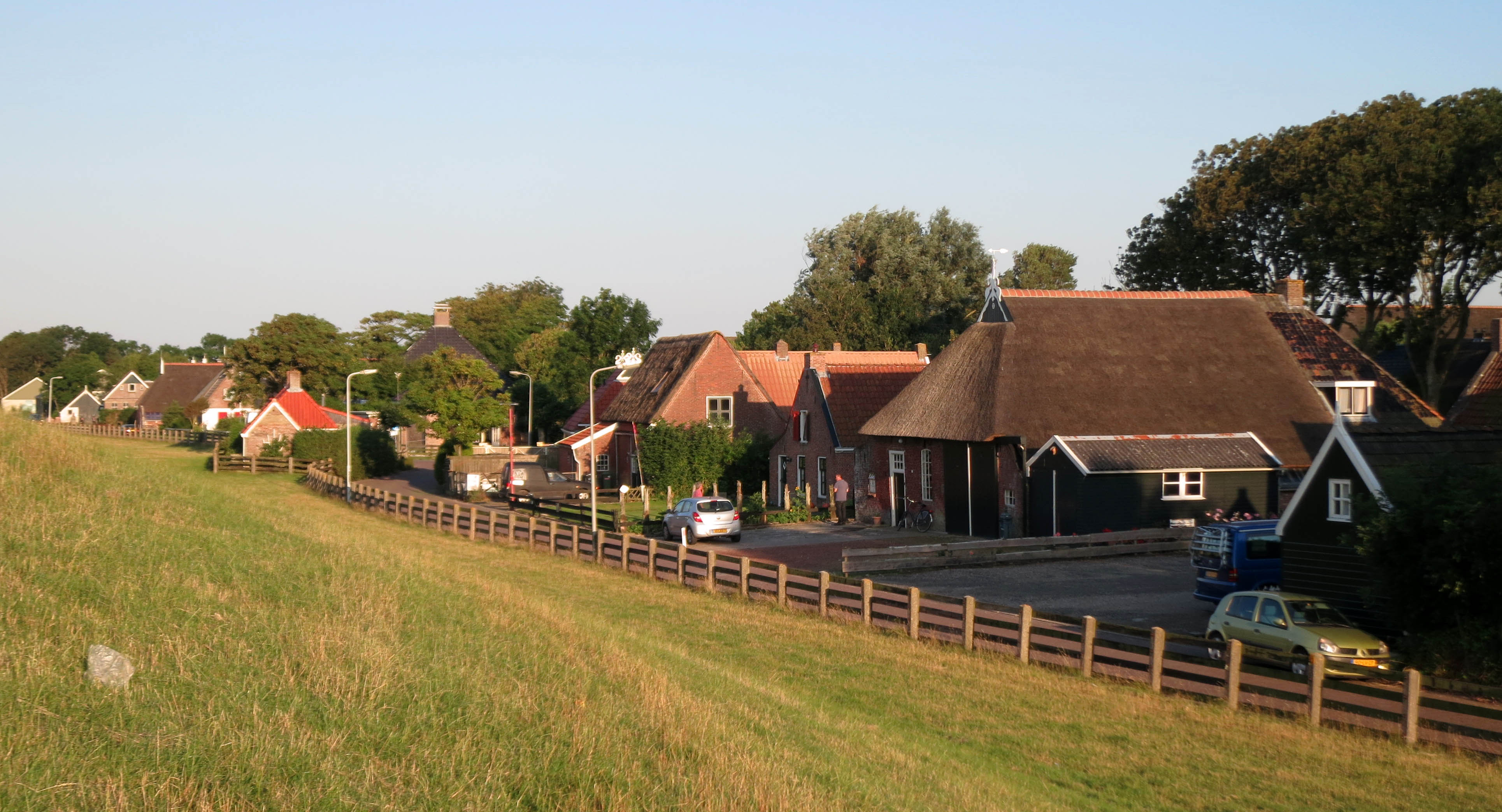
Сільська забудова
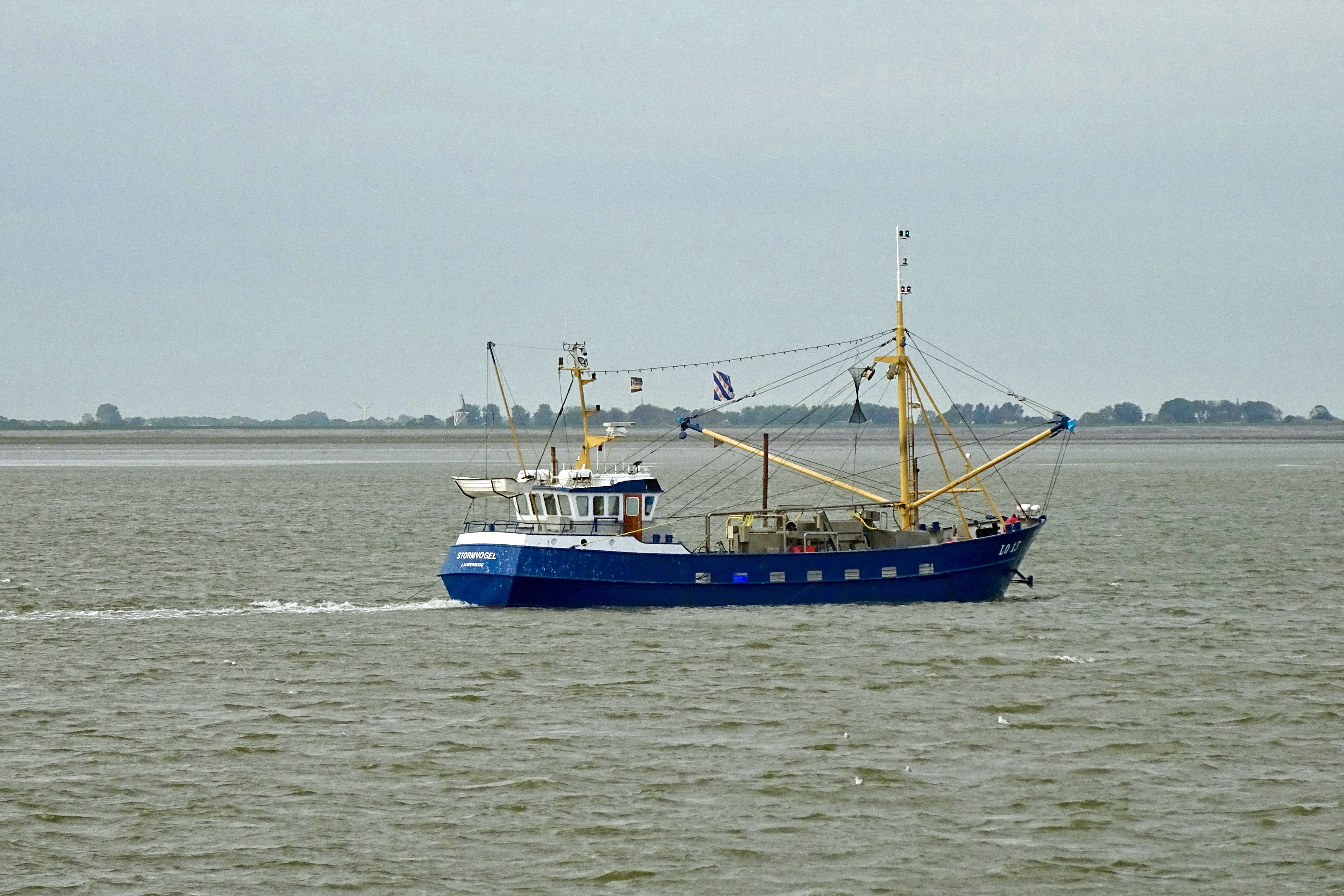
Вид на село з боку Ватового моря
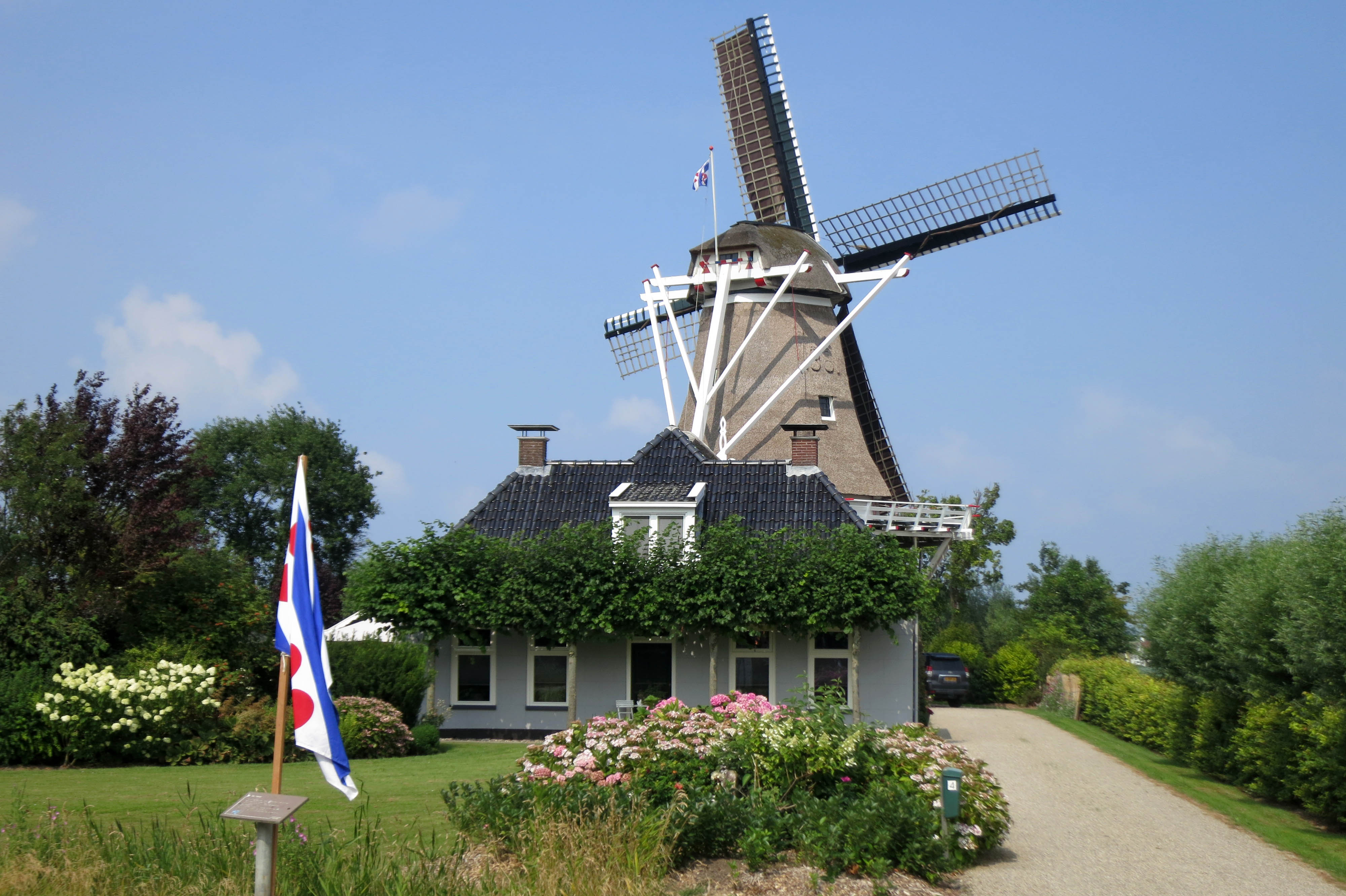
Вітряк De Hond